# Synagoga w Stupavie
Synagoga w Stupavie (słow. Synagóga v Stupave) – synagoga znajdująca się w Stupavie na Słowacji.
Synagoga została zbudowana w 1803 roku. Podczas II wojny światowej synagoga została zdewastowana. Obecnie jest w złym stanie technicznym i grozi jej zawalenie.
Murowany budynek synagogi wznieisono na planie prostokąta w stylu późnobarokowym. W zachodniej części budynku znajdują się dwa pomieszczenia: westybul i sala dzienna. Nad nimi, na piętrze znajduje się babiniec, na który wchodzi się zewnętrznymi schodami dostawionymi do zachodniej elewacji. W głównej sali modlitewnej zachowały się 4 filary, między którymi pierwotnie stała bima, które podpierają sklepienie dziewięciopolowe oraz pozostałości polichromii.